# Llista d'asteroides/116401–116500
| Nom             | Designació provisional | Data de descobriment | Lloc de descobriment | Descobridor/s |
| --------------- | ---------------------- | -------------------- | -------------------- | ------------- |
| 116401 -        | 2003 YA135             | 28 de desembre, 2003 | Socorro              | LINEAR        |
| 116402 -        | 2003 YJ135             | 28 de desembre, 2003 | Socorro              | LINEAR        |
| 116403 -        | 2003 YR135             | 28 de desembre, 2003 | Socorro              | LINEAR        |
| 116404 -        | 2003 YU135             | 28 de desembre, 2003 | Kitt Peak            | Spacewatch    |
| 116405 -        | 2003 YX135             | 28 de desembre, 2003 | Kitt Peak            | Spacewatch    |
| 116406 -        | 2003 YP136             | 18 de desembre, 2003 | Palomar              | NEAT          |
| 116407 -        | 2003 YU136             | 25 de desembre, 2003 | Socorro              | LINEAR        |
| 116408 -        | 2003 YX137             | 27 de desembre, 2003 | Socorro              | LINEAR        |
| 116409 -        | 2003 YE138             | 27 de desembre, 2003 | Socorro              | LINEAR        |
| 116410 -        | 2003 YQ138             | 27 de desembre, 2003 | Socorro              | LINEAR        |
| 116411 -        | 2003 YB139             | 27 de desembre, 2003 | Haleakala            | NEAT          |
| 116412 -        | 2003 YC139             | 27 de desembre, 2003 | Kitt Peak            | Spacewatch    |
| 116413 -        | 2003 YM139             | 28 de desembre, 2003 | Socorro              | LINEAR        |
| 116414 -        | 2003 YF141             | 28 de desembre, 2003 | Socorro              | LINEAR        |
| 116415 -        | 2003 YX141             | 28 de desembre, 2003 | Socorro              | LINEAR        |
| 116416 -        | 2003 YM142             | 28 de desembre, 2003 | Socorro              | LINEAR        |
| 116417 -        | 2003 YO143             | 28 de desembre, 2003 | Socorro              | LINEAR        |
| 116418 -        | 2003 YW143             | 28 de desembre, 2003 | Socorro              | LINEAR        |
| 116419 -        | 2003 YT144             | 28 de desembre, 2003 | Socorro              | LINEAR        |
| 116420 -        | 2003 YW146             | 28 de desembre, 2003 | Socorro              | LINEAR        |
| 116421 -        | 2003 YF149             | 29 de desembre, 2003 | Catalina             | CSS           |
| 116422 -        | 2003 YJ149             | 29 de desembre, 2003 | Catalina             | CSS           |
| 116423 -        | 2003 YD150             | 29 de desembre, 2003 | Socorro              | LINEAR        |
| 116424 -        | 2003 YV150             | 29 de desembre, 2003 | Catalina             | CSS           |
| 116425 -        | 2003 YX150             | 29 de desembre, 2003 | Catalina             | CSS           |
| 116426 -        | 2003 YG151             | 29 de desembre, 2003 | Catalina             | CSS           |
| 116427 -        | 2003 YH151             | 29 de desembre, 2003 | Catalina             | CSS           |
| 116428 -        | 2003 YX151             | 29 de desembre, 2003 | Socorro              | LINEAR        |
| 116429 -        | 2003 YB153             | 29 de desembre, 2003 | Catalina             | CSS           |
| 116430 -        | 2003 YD153             | 29 de desembre, 2003 | Catalina             | CSS           |
| 116431 -        | 2003 YF153             | 29 de desembre, 2003 | Kitt Peak            | Spacewatch    |
| 116432 -        | 2003 YM153             | 29 de desembre, 2003 | Socorro              | LINEAR        |
| 116433 -        | 2003 YN153             | 29 de desembre, 2003 | Socorro              | LINEAR        |
| 116434 -        | 2003 YK154             | 29 de desembre, 2003 | Socorro              | LINEAR        |
| 116435 -        | 2003 YJ155             | 30 de desembre, 2003 | Socorro              | LINEAR        |
| 116436 -        | 2003 YK158             | 17 de desembre, 2003 | Socorro              | LINEAR        |
| 116437 -        | 2003 YT159             | 17 de desembre, 2003 | Socorro              | LINEAR        |
| 116438 -        | 2003 YL160             | 17 de desembre, 2003 | Socorro              | LINEAR        |
| 116439 -        | 2003 YN162             | 17 de desembre, 2003 | Socorro              | LINEAR        |
| 116440 -        | 2003 YK163             | 17 de desembre, 2003 | Kitt Peak            | Spacewatch    |
| 116441 -        | 2003 YU166             | 17 de desembre, 2003 | Kitt Peak            | Spacewatch    |
| 116442 -        | 2003 YR167             | 18 de desembre, 2003 | Socorro              | LINEAR        |
| 116443 -        | 2003 YU170             | 18 de desembre, 2003 | Socorro              | LINEAR        |
| 116444 -        | 2003 YZ172             | 19 de desembre, 2003 | Socorro              | LINEAR        |
| 116445 -        | 2003 YM175             | 19 de desembre, 2003 | Kitt Peak            | Spacewatch    |
| 116446 McDermid | 2004 AG                | 5 de gener, 2004     | Wrightwood           | J. W. Young   |
| 116447 -        | 2004 AJ                | 11 de gener, 2004    | Palomar              | NEAT          |
| 116448 -        | 2004 AT                | 12 de gener, 2004    | Palomar              | NEAT          |
| 116449 -        | 2004 AU                | 12 de gener, 2004    | Palomar              | NEAT          |
| 116450 -        | 2004 AW                | 12 de gener, 2004    | Palomar              | NEAT          |
| 116451 -        | 2004 AL1               | 12 de gener, 2004    | Palomar              | NEAT          |
| 116452 -        | 2004 AN1               | 12 de gener, 2004    | Palomar              | NEAT          |
| 116453 -        | 2004 AV1               | 12 de gener, 2004    | Palomar              | NEAT          |
| 116454 -        | 2004 AM2               | 13 de gener, 2004    | Anderson Mesa        | LONEOS        |
| 116455 -        | 2004 AT2               | 13 de gener, 2004    | Anderson Mesa        | LONEOS        |
| 116456 -        | 2004 AH5               | 13 de gener, 2004    | Anderson Mesa        | LONEOS        |
| 116457 -        | 2004 AL5               | 13 de gener, 2004    | Anderson Mesa        | LONEOS        |
| 116458 -        | 2004 AX5               | 13 de gener, 2004    | Anderson Mesa        | LONEOS        |
| 116459 -        | 2004 AA6               | 13 de gener, 2004    | Palomar              | NEAT          |
| 116460 -        | 2004 AD7               | 14 de gener, 2004    | Palomar              | NEAT          |
| 116461 -        | 2004 AL7               | 13 de gener, 2004    | Anderson Mesa        | LONEOS        |
| 116462 -        | 2004 AG8               | 13 de gener, 2004    | Anderson Mesa        | LONEOS        |
| 116463 -        | 2004 AX8               | 14 de gener, 2004    | Palomar              | NEAT          |
| 116464 -        | 2004 AH9               | 14 de gener, 2004    | Palomar              | NEAT          |
| 116465 -        | 2004 AN9               | 14 de gener, 2004    | Palomar              | NEAT          |
| 116466 -        | 2004 AT9               | 15 de gener, 2004    | Kitt Peak            | Spacewatch    |
| 116467 -        | 2004 AK10              | 15 de gener, 2004    | Kitt Peak            | Spacewatch    |
| 116468 -        | 2004 AA11              | 2 de gener, 2004     | Socorro              | LINEAR        |
| 116469 -        | 2004 AJ21              | 15 de gener, 2004    | Kitt Peak            | Spacewatch    |
| 116470 -        | 2004 AJ24              | 15 de gener, 2004    | Kitt Peak            | Spacewatch    |
| 116471 -        | 2004 AJ26              | 13 de gener, 2004    | Palomar              | NEAT          |
| 116472 -        | 2004 BE2               | 16 de gener, 2004    | Palomar              | NEAT          |
| 116473 -        | 2004 BA3               | 16 de gener, 2004    | Palomar              | NEAT          |
| 116474 -        | 2004 BP3               | 16 de gener, 2004    | Palomar              | NEAT          |
| 116475 -        | 2004 BA4               | 16 de gener, 2004    | Palomar              | NEAT          |
| 116476 -        | 2004 BE4               | 16 de gener, 2004    | Palomar              | NEAT          |
| 116477 -        | 2004 BL5               | 16 de gener, 2004    | Kitt Peak            | Spacewatch    |
| 116478 -        | 2004 BT5               | 16 de gener, 2004    | Kitt Peak            | Spacewatch    |
| 116479 -        | 2004 BB6               | 16 de gener, 2004    | Kitt Peak            | Spacewatch    |
| 116480 -        | 2004 BS6               | 17 de gener, 2004    | Haleakala            | NEAT          |
| 116481 -        | 2004 BW6               | 16 de gener, 2004    | Anderson Mesa        | LONEOS        |
| 116482 -        | 2004 BX6               | 16 de gener, 2004    | Catalina             | CSS           |
| 116483 -        | 2004 BJ8               | 17 de gener, 2004    | Kitt Peak            | Spacewatch    |
| 116484 -        | 2004 BD10              | 16 de gener, 2004    | Palomar              | NEAT          |
| 116485 -        | 2004 BS10              | 17 de gener, 2004    | Haleakala            | NEAT          |
| 116486 -        | 2004 BV11              | 16 de gener, 2004    | Palomar              | NEAT          |
| 116487 -        | 2004 BC12              | 16 de gener, 2004    | Palomar              | NEAT          |
| 116488 -        | 2004 BG12              | 16 de gener, 2004    | Palomar              | NEAT          |
| 116489 -        | 2004 BN12              | 17 de gener, 2004    | Palomar              | NEAT          |
| 116490 -        | 2004 BR12              | 17 de gener, 2004    | Palomar              | NEAT          |
| 116491 -        | 2004 BU12              | 17 de gener, 2004    | Palomar              | NEAT          |
| 116492 -        | 2004 BG13              | 17 de gener, 2004    | Palomar              | NEAT          |
| 116493 -        | 2004 BL13              | 17 de gener, 2004    | Palomar              | NEAT          |
| 116494 -        | 2004 BE15              | 16 de gener, 2004    | Kitt Peak            | Spacewatch    |
| 116495 -        | 2004 BS15              | 17 de gener, 2004    | Palomar              | NEAT          |
| 116496 -        | 2004 BH16              | 18 de gener, 2004    | Palomar              | NEAT          |
| 116497 -        | 2004 BG17              | 17 de gener, 2004    | Palomar              | NEAT          |
| 116498 -        | 2004 BS19              | 17 de gener, 2004    | Palomar              | NEAT          |
| 116499 -        | 2004 BF21              | 17 de gener, 2004    | Kitt Peak            | Spacewatch    |
| 116500 -        | 2004 BG22              | 17 de gener, 2004    | Palomar              | NEAT          |